# Centrum Naukowo-Produkcyjne Systemów Sterowania MERASTER
Centrum Naukowo-Produkcyjne Systemów Sterowania MERASTER – polskie przedsiębiorstwo informatyczne z siedzibą w Katowicach, które posiadało oddziały w Sosnowcu i Zabrzu, specjalizujące się w latach 1977–1990 w projektowaniu, przygotowaniu wyrobów do produkcji, produkcji, kompleksowych dostawach i serwisie systemów mini- i mikrokomputerowych; należało do Zjednoczenia Przemysłu Automatyki i Aparatury Pomiarowej MERA.
CNPSS zostało utworzone Zarządzeniem Ministra Przemysłu Maszynowego z dnia 19 marca 1977 roku. Celem Centrum było rozwijanie przemysłu komputerowego dla hutnictwa, a w dalszej kolejności dla całego przemysłu maszynowego w Górnośląskim Okręgu Przemysłowym. W jego ramach działało pięć zakładów na pełnym wewnętrznym rozrachunku:
- Zakład Urządzeń Automatyki Przemysłowej w Sosnowcu;
- Zakład Wytwórczy Sprzętu Automatyki w Sosnowcu-Porąbce;
- Zakład Projektowania Systemów Sterowania w Katowicach;
- Biuro Generalnych Dostaw w Katowicach;
- Zakład Doświadczalny w Zabrzu.

Do czerwca 1989 Centrum podporządkowany był również Instytut Systemów Sterowania w Katowicach. W ISS opracowano m.in. mikrokomputer MERA-80, który na przełomie lat siedemdziesiątych i osiemdziesiątych XX wieku był produkowany w Zakładzie Doświadczalnym.
W 1979 roku CNPSS zakupiło od Akademii Górniczo-Hutniczej licencję na wykorzystanie głowic pomiarowych z magnesami trwałymi w urządzeniach do badania lin metodą magnetyczną. Przez 20 lat produkowano licencyjne i własne głowice i wyroby z marką MERASTER.
Zarząd Centrum mieścił się w Katowicach przy ówczesnej ul. Armii Czerwonej 160 dziś Aleja Wojciecha Korfantego w Katowicach. W budynku dyrekcji działała też rozwojowa część Ośrodka Oprogramowania. W sąsiedztwie dyrekcji, przy ul. Armii Czerwonej 141, na terenie Zakładów Cynkowych „Silesia”, mieścił się Wydział Technologiczny oraz powstała w 1989 r. Spółka „MERASTER-COMMERCE” prowadząca własny sklep.
Działalność produkcyjna Merasteru prowadzona była w dwóch zakładach: w Zabrzu, przy ul. Roosevelta 120, działał Zakład Produkcyjny PW-1, a w nim: Wydział Mechaniczny, Wydział Montażu Elektronicznego, Wydział Przetwórstwa Chemicznego, Wydział Produkcji grafploterów, monitorów ekranowych, urządzeń do grafiki komputerowej oraz aparatury kontrolno-pomiarowej. W Katowicach-Panewnikach przy ul. Owsianej 2 zlokalizowany był Zakład Produkcyjny PW-2, w skład którego wchodziły: Wydział Systemów Komputerowych, Zakład Montażu Elektronicznego, Wydział Produkcji Ploterów Rolkowych, Magazyn Wyrobów Gotowych, Dział Ekspedycji, Wydział Obsługi Serwisowej oraz Biuro Konstrukcji Systemów Komputerowych.
Sztandarowym produktem CNPSS i jego największym sukcesem eksportowym była MERA-60 – modularny systemem mikrokomputerowy zbudowany z wykorzystaniem elementów półprzewodnikowych średniej i wysokiej skali integracji, z użyciem mikroprocesora serii K-590 produkcji radzieckiej. MERASTER był jednym z ważnych eksporterów w województwie katowickim, wartość eksportu wyrażona w milionach złotych wynosiła w kolejnych latach: 1983 – 1 154, 1984 – 1 626, 1985 – 3 119, 1986 – 2 620, 1987 – 4 186, 1988 – 10 655.
MERASTER był też jednym z większych ówcześnie producentów oprogramowania. Między innymi powstał tam zaawansowany system operacyjny MASTER.
W połowie lat osiemdziesiątych XX wieku CNPSS brał udział w realizacji Centralnego Programu Badawczo-Rozwojowego (CPBR) 8.13 Budowa Krajowej Akademickiej Sieci Komputerowej (KASK) – rozwój metod i środków informatycznych w procesach nauczania i badaniach naukowych. Zastosowano w tym projekcie węzeł MERA-660/X.25 opracowany we współpracy z Politechniką Śląską.
W 1990 roku przedmiotem działalności przedsiębiorstwa było projektowanie, produkcja, kompleksowe dostawy oraz serwis techniczny:
- systemów mini- i mikrokomputerowych przeznaczonych m.in. do sterowania procesami technologicznymi i transportowymi ze szczególnym uwzględnieniem potrzeb przemysłu hutniczego, maszynowego, górnictwa i komunikacji,
- specjalizowanych urządzeń graficznych takich jak: plotery, monitory graficzne i semigraficzne,
- małych automatycznych central telefonicznych (w 1991 roku MERASTER rozpoczął produkcję) oraz taksometrów mikroprocesorowych typu TAXAR-02,
- komputerów zgodnych z IBM PC, produkowanych na Tajwanie, w Polsce oferowanych pod nazwą MEVAX.

Przed sierpniem 1996 roku państwowe przedsiębiorstwo MERASTER zostało przekształcone w jednoosobową spółka Skarbu Państwa.
Upadek współpracy gospodarczej w ramach RWPG spowodował, że produkty Merasteru straciły na atrakcyjności w związku z łagodzeniem embarga i ekspansją zachodnich korporacji IT na rynki RWPG. Centralne plany zakładały, że CNPSS będzie głównym dostawcą ploterów dla całego bloku, produkującym 10 tys. sztuk rocznie. Wobec załamania się zainteresowania tą serią produktów, w Centrum zainwestowano w opracowanie i wdrożenie do produkcji urządzeń telekomunikacyjnych. Kluczowym produktem stała się centrala ACT 6000, w latach dziewięćdziesiątych takie centrale były kupowane przez Społeczne Komitety Telefonizacji Gmin.
W grudniu 1997 roku zakłady MERASTER SA w Zabrzu zostały przejęte przez grupę JTT Computer.